# Joegoslavië op de Olympische Winterspelen 1980
Tijdens de Olympische Winterspelen van 1980, die in Lake Placid (Verenigde Staten) werden gehouden, nam Joegoslavië voor de elfde keer deel.

## Deelnemers en resultaten

### Alpineskiën
| Olympiër      | Discipline       | Resultaat | Prestatie                        |
| ------------- | ---------------- | --------- | -------------------------------- |
| Jure Franko   | reuzenslalom (m) | 12e       | 2.44,63 (+3,89) 1.21,50+1.23,13  |
| Bojan Križaj  | reuzenslalom (m) | 4e        | 2.42,53 (+1,79) 1.21,28+1.21,25  |
| Bojan Križaj  | slalom (m)       | dq-1      | diskwalificatie run 1            |
| Jože Kuralt   | reuzenslalom (m) | dnf-2     | opgave run 2                     |
| Jože Kuralt   | slalom (m)       | 13e       | 1.47,99 (+3,73) 55,05+52,94      |
| Boris Strel   | reuzenslalom (m) | 8e        | 2.43,24 (+2,50) 1.21,45+1.21,79  |
| Boris Strel   | slalom (m)       | dnf-2     | opgave run 2                     |
| Janez Zibler  | slalom (m)       | dnf-1     | opgave run 1                     |
| Metka Jerman  | reuzenslalom (v) | 20e       | 2.49,21 (+7,55) 1.18,79+1.30,42  |
| Metka Jerman  | slalom (v)       | dnf-1     | opgave run 1                     |
| Nuša Tome     | reuzenslalom (v) | 23e       | 2.49,72 (+8,06) 1.18,78+1.30,94  |
| Nuša Tome     | slalom (v)       | dnf-1     | opgave run 1                     |
| Anja Zavadlav | reuzenslalom (v) | 26e       | 2.52,06 (+10,40) 1.20,54+1.31,52 |
| Anja Zavadlav | slalom (v)       | dnf-1     | opgave run 1                     |

### Biatlon
| Olympiër      | Discipline | Resultaat | Prestatie                                      |
| ------------- | ---------- | --------- | ---------------------------------------------- |
| Marjan Burgar | 10 km (m)  | 38e       | 37.37,74 (+5.27,05) pen.: 4 (1 / 3)            |
| Marjan Burgar | 20 km (m)  | 35e       | 1:20.11,68 (+11.55,37) pen.: 6 (0 / 4 / 0 / 2) |

### Kunstrijden
| Olympiër         | Discipline | Resultaat | Prestatie               |
| ---------------- | ---------- | --------- | ----------------------- |
| Sandra Dubravčić | vrouwen    | 11e       | pc. 100,0; 170,3 punten |

### Langlaufen
| Olympiër     | Discipline | Resultaat | Prestatie              |
| ------------ | ---------- | --------- | ---------------------- |
| Ivo Čarman   | 15 km (m)  | 41e       | 45.14,32 (+3.16,69)    |
| Ivo Čarman   | 30 km (m)  | 33e       | 1:34.09,59 (+7.06,79)  |
| Tone Ðuričič | 15 km (m)  | 46e       | 47.38,45 (+5.40,82)    |
| Tone Ðuričič | 30 km (m)  | 46e       | 1:38.46,90 (+11.44,10) |

### Schansspringen
| Olympiër      | Discipline         | Resultaat | Prestatie                                         |
| ------------- | ------------------ | --------- | ------------------------------------------------- |
| Brane Benedik | normale schans (m) | 45e       | 149,6 punten 71,4 p. (62,0 m) + 78,2 p. (67,5 m)  |
| Brane Benedik | grote schans (m)   | 49e       | 138,3 punten 60,5 p. (77,0 m) + 77,8 p. (84,0 m)  |
| Bogdan Norčič | normale schans (m) | 48e       | 124,6 punten 50,7 p. (55,0 m) + 73,9 p. (62,0 m)  |
| Bogdan Norčič | grote schans (m)   | 38e       | 187,4 punten 84,5 p. (87,0 m) + 102,9 p. (98,0 m) |
| Miran Tepeš   | normale schans (m) | 44e       | 171,6 punten 78,3 p. (66,0 m) + 93,3 p. (71,0 m)  |
| Miran Tepeš   | grote schans (m)   | 40e       | 184,4 punten 96,1 p. (96,0 m) + 88,3 p. (89,0 m)  |

Andorra · Argentinië · Australië · België · Bolivia · Bondsrepubliek Duitsland · Bulgarije · Canada · China · Costa Rica · Cyprus · Duitse Democratische Republiek · Finland · Frankrijk · Griekenland · Groot-Brittannië · Hongarije · IJsland · Italië · Japan · Joegoslavië · Libanon · Liechtenstein · Mongolië · Nederland · Nieuw-Zeeland · Noorwegen · Oostenrijk · Polen · Roemenië · Sovjet-Unie · Spanje · Tsjecho-Slowakije · Verenigde Staten · Zuid-Korea · Zweden · Zwitserland